# Gerd Weinreich (Jurist)
Gerd Weinreich (geboren 1949) ist ein deutscher Jurist.

## Leben
Gerd Weinreich studierte Rechtswissenschaft an der Universität Göttingen und absolvierte das Referendariat im Bezirk des OLG Celle. Er wurde Richter am LG Oldenburg und ab 1987 in einem Familiensenat am OLG Oldenburg. Vom Jahr 2000 bis 2007 war als Vorsitzender
einer Straf- und dann einer Zivilkammer wieder am Landgericht tätig und wurde dann zum Vorsitzenden Richter am OLG ernannt, wo er bis zu seinem Ruhestand im Jahr 2014 einen Familiensenat leitete. Er ist seither als Rechtsanwalt tätig.
Weinreich wurde Mitherausgeber der Zeitschrift „Familie und Recht“ sowie des „Fachanwaltskommentars Familienrecht“, des „FamFG Kommentars“ von Schulte-Bunert/Weinreich
und des „BGB Kommentars“ von Prütting/Wegen/Weinreich ab der 9. Auflage. Er schrieb Beiträge unter anderem für das „Handbuch des Fachanwalts Familienrecht“ und im „Staudinger“. 
Weinreich engagiert sich ehrenamtlich im Bund gegen Alkohol und Drogen im Straßenverkehr.

## Schriften (Auswahl)
- Familienrecht Kommentar. Hürth: Luchterhand Verlag, 2022, 7. Auflage
- Gerd Weinreich; Maren Waruschewski: Das familienrechtliche Mandat – nichteheliche Lebensgemeinschaft, Verlöbnis und Ehe. Bonn: Deutscher AnwaltVerlag, 2018
- Das familienrechtliche Mandat – Schiedsgerichtsbarkeit. Bonn: Deutscher AnwaltVerlag, 2016
- Hanns Prütting, Gerhard Wegen, Gerd Weinreich (Hrsg.): BGB. Kommentar. 17. Auflage. 2022, ISBN 978-3-472-09747-1.